# Лецкий, Георгий Иванович
Георгий Иванович Лецкий (1888—1946) — генерал-майор Советской Армии, участник Гражданской и Великой Отечественной войн, Краснознамёнец (1921).

## Биография

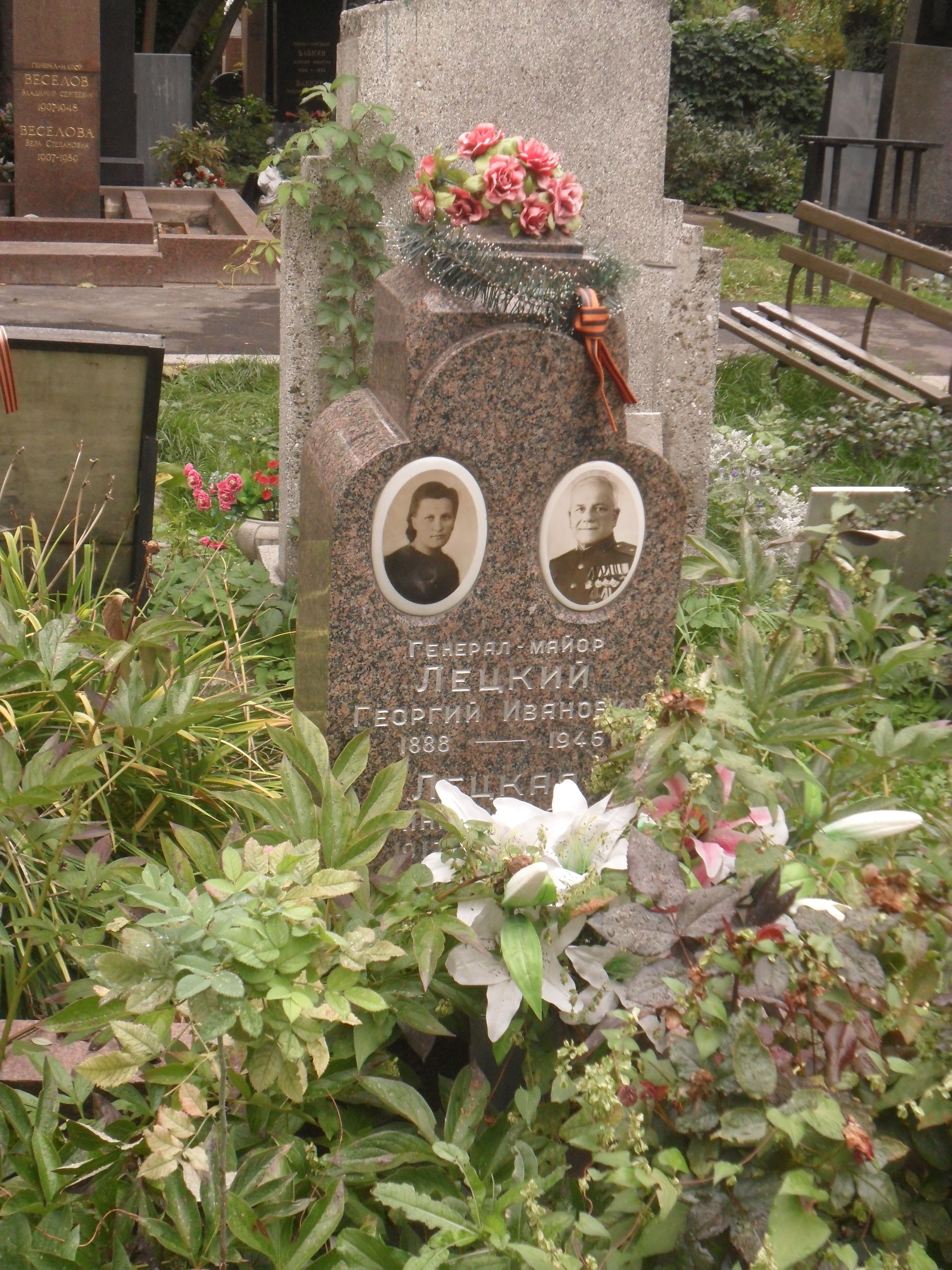
Могила Лецкого на Новодевичьем кладбище Москвы.

Георгий Лецкий родился в 1888 году. В 1918 году пошёл на службу в Рабоче-крестьянскую Красную Армию. Участвовал в боях Гражданской войны.
Начальник полештарма 1-й Конной Армии.
Приказом Революционного Военного Совета Республики № 131 в 1921 году состоящий для поручений при начальнике штаба Северной группы войск Георгий Иванович Лецкий был награждён орденом Красного Знамени РСФСР.
В годы Великой Отечественной войны полковник Георгий Лецкий занимал должность помощника заместителя Председателя Совета Народных Комиссаров СССР К. Е. Ворошилова. Занимался работой по организации сбора и вывоза трофейных техники и боеприпасов из района Сталинграда. 17 января 1944 года Лецкому было присвоено звание генерал-майора. С того же года занимал должность заместителя начальника Главного Управления трофейного вооружения РККА.
Скончался в 1946 году, похоронен на Новодевичьем кладбище Москвы.
Был награждён орденом Ленина, тремя орденами Красного Знамени, орденом Отечественной войны 1-й степени и рядом медалей.